# 阿波尼-維 (亞利桑那州)
阿波尼維（英語：Aponi-vi）是位於美國亞利桑那州納瓦霍縣的一個非建制地區。該地的面積和人口皆未知。

## 地理
阿波尼維的座標為35°52′53″N 110°42′50″W / 35.88139°N 110.71389°W，而該地的平均海拔高度為342米（即1122英尺）。